# 查嘎达索寺
查嘎达索寺 (藏語：བྲག་དཀར་རྟ་སོ།)，又称“查嘎寺”，位于西藏自治区日喀则市吉隆县宗嘎镇贡村，是一座藏传佛教噶举派尼姑寺院。

## 历史
查嘎达索寺位于西藏自治区日喀则市吉隆县城（宗嘎）南隅约40公里处的查嘎山山腰上，海拔约4200米。建在已经干涸的隆达错山崖顶。据说是藏传佛教噶举派第二代祖师米拉日巴修行主要圣地之一。该寺起初为宁玛派，后来改宗噶举派。该寺曾有12代堪布，鼎盛时期有僧人百余人。每年来该寺朝拜的信众来自吉隆县各乡村及康区、尼泊尔等地。
文化大革命初期，该寺即大部分被毁。此前，该寺先后有十二代堪布（拉尊巴·仁增朗杰、喀祖·噶玛罗桑、热钦·噶玛罗桑、追布·赤烈曲丹、朱布曲·益西曲扎、桑达·赤烈堆穷、衮色·曲给旺久、吐色·嘎玛格烈、归桑·赤烈嘉措、东色·仁增康巴、噶举·丹增罗布、嘎玛·丹逼坚赞）。文化大革命前，该寺有僧人58人。改革开放后，虽然该寺大部分已成为废墟，但每年朝拜季节仍有大批僧俗及来自康区、尼泊尔的信众到此朝拜。后来，该寺逐步恢复重建。
2011年，根据组织安排，丽华（女，珞巴族）来到查嘎达索寺担任查嘎达索寺管委会主任。她和其他驻寺干部一起履行驻寺干部教育、管理、服务三大职能。驻寺干部了解到尼姑阿旺卓玛的父母年事已高、家境贫寒，便向吉隆县民政局申请帮助她家解决了低保。查嘎达索寺的尼姑过去饮水只能靠小泉水，驻寺干部申请了饮水工程项目，2012年底查嘎达索寺通水。驻寺干部向吉隆县涉宗部门及有关单位申请资金，筹得20多万元新建了该寺的会议室和僧舍，尼姑们从阴冷潮湿的旧僧舍迁入新僧舍安居。
2014年度西藏自治区和谐模范寺庙暨爱国守法先进僧尼评选中，查嘎寺16名尼姑被评为爱国守法先进僧尼。
2015年4月25日，尼泊尔发生强烈地震，查嘎达索寺大部分房屋出现明显裂缝。

## 建筑
查嘎达索寺依山而建，占地面积大约8400平方米，主要建筑自西向东依次为：曲吉拉尊巴·仁增朗杰拉康衮、拉不让、哲布绒布切、杜康切姆、甘珠尔拉康、乌玛卓等等。
- 曲吉拉尊巴·仁增朗杰拉康衮：该寺最早的建筑。位于该寺最西侧，始建于12世纪末。由阿里王室后裔中的拉尊巴·仁增朗杰创建。该建筑全部为木石结构，坐北朝南。门道在西侧，沿十多级石砌的台阶向上，可进入一露天的小庭院，面积大约16平方米。庭院北侧为门廊，其东壁、西壁、北壁绘有壁画，其中西壁的壁画保存最完好，绘有龙、狮、虎、象、大鹏、 祥云、雪山、日月、花卉等图案。门廊西侧为僧舍，面积约16平方米，四壁绘宝轮、法幢、双鱼、宝瓶、法螺、莲花、宝伞、吉祥结等佛教八宝图案。[1]
- 拉不让：寺主拉尊巴·仁增朗杰的居所及附属建筑。位于整座寺院的中部，分为上、下两层，为木石结构的藏式平顶建筑。下层西端有护法神殿，壁画中除了护法神恰那多杰等神像之外，还绘有豹、狗、倒悬的人头、裸体人像等等。上层建筑主要是申久亚温、尼维、曲甘夏、贡嘎、门珍康等等。[1]
  - 申久亚温：寺主拉尊巴·仁增朗杰的居所。坐北向南，面积大约10平方米。室内的北壁供奉拉尊巴·仁增朗杰塑像，左侧塑有玛尔巴译师、米拉日巴泥塑像以及一尊文殊菩萨镀金像，右侧有盛供品用的神橱一架，放有一尊度母镀金像。室内的西壁绘有释迦牟尼、恰那多杰、多吉强、坚热斯、强巴央、郎巴郎珍等神佛像；南壁绘有次巴麦、释迦牟尼像；东壁绘有阿嘎扎底等多臂护法神像。室外的墙上绘有四大金刚以及轮宝图案。
  - 尼维：寺主住房。位于申久亚温的南侧，面积大约10平方米，四壁绘有佛教八宝图案。西侧有一露天小明庭，平面呈狭长方形，面积大约5平方米，是寺主乘凉之处。
  - 曲甘夏：寺主住房。位于尼维东侧，平面略微呈三角形布局。
  - 贡嘎：护法神殿。位于申久亚温东侧的北端，平面呈不规则梯形。室内四壁绘护法神像，其中有许多骷髅、人头骨法器等图案。
  - 门珍康：该寺制作藏药之处。位于申久亚温北边，平面呈正方形。
- 哲布绒布切：是米拉日巴的修行洞。殿堂北壁是利用天然崖壁而兴建，南壁则是用石块垒成。殿堂的门道设在东南方向，宽1米。修行洞长、宽均大约2米，高2.5至3米，外窄内宽。洞北端的祭坛上供奉米拉尼夏、米拉曲协、坚日色·他日江称等三尊佛像。殿堂北壁绘有米拉日巴传记壁画，但大部分都已剥落，壁画带有西藏早期壁画特征。殿堂南壁绘有壁画，其中有米拉日巴、玛尔巴等大师的法像，现已变得模糊不清。南壁东段绘有噶举派祖师、弟子像8尊，下方是护法神多吉帕姆。该殿东侧有印经房一间，面积大约16平方米。[1]
- 杜康切姆：该寺的主殿（措钦大殿）。位于整个寺院建筑群的最南端。原来是两层16柱，现在已坍塌。墙体以片石砌成，残高10多米。底层平面呈不规则的正方形，面积为63平方米。大殿底层是佛殿，北壁设佛坛，主供强巴佛镀金铜像，左侧有金箔灵塔8尊，还有莲花生镀金像1尊。西壁北端供奉玛尔巴、米拉日巴、塔布绒布切的檀香木像，现在均已无存。殿内的东壁、南壁、西壁上留有壁画痕迹：东壁及南壁分别绘有护法神甲坚朗退色、多吉速鲁扑巴、丹姆觉尤雍尼、卡久玛及玛尔巴、次巴麦、度母像，西壁绘佛教八宝图案及护法神古鲁扎布扎、申度玛等等。[1]
- 甘珠尔拉康：位于杜康切姆东北侧，由门厅、正殿组成。门厅面积大约6平方米，正殿的殿堂面积大约29平方米。殿内西壁有木制经橱，内藏《甘珠尔》经书一套。南壁供奉释迦牟尼镀金像，左、右两侧供奉两弟子镀金像。东壁的壁面上残存十六罗汉壁画。殿内置有经文字母刻版《米拉日巴传》、《玛尔巴传》、《日琼巴传》共1913块，均为后期移入该殿。[1]
- 乌玛卓：该寺最东端的建筑，建在东、南、北三面均为悬崖的一块山巅平地之上，仅西面有一条小径可通行至此。该建筑有房屋2间，最西端是伙房，面积4平方米，东端是乌玛卓，面积8平方米（长4米，宽2米）。乌玛卓的北壁、南壁、西壁绘有壁画。北壁：上排中央是3尊米拉日巴坐像，其中中间一尊是米拉日巴18岁法像，左右两尊是米拉日巴开始修行时的尊像；中排绘米拉日巴的姐姐等人到洞中探望米拉日巴，为米拉日巴送来食物、被褥等物的情景；其右上方绘有米拉日巴在洞中向拉玛热炯、贡戈塔布等弟子讲经，四周有众弟子环绕而坐；下排绘米拉日巴获得“风息”（气息）自在之功能，修成“拙火定”（指可使肚脐间生发出暖气的修炼之法）后因畏酷热而沐浴的场面。南壁：绘有米拉日巴传记故事，其中左端上方绘猎人携犬打猎，正追赶一只小羊，路遇米拉日巴在洞中修行，经米拉日巴劝导，猎人觉悟，与猎犬、羊等都皈依佛法；左端下方绘米拉日巴在洞中遇见4个妖怪，米拉日巴用佛法教诲，终于使妖怪们承认自己的恶业而皈依佛法。西壁：主要绘护法神像，上排左端是米拉日巴的保护神次仁坚安，骑狮，左手执法螺，右手执金刚杵，传说次仁坚安是珠穆朗玛峰的山神，后被米拉日巴用道法解救，最终皈依米拉日巴；下排左端是查嘎达索寺的保护神达果巴坚贞，戴宽沿帽，身着黄袍，右手执金刚杵，身后有火焰背光，周围有护法小神像多尊。该壁画属西藏晚期壁画。[1]

离寺庙主殿外不远处，有两口泉眼。据说一口是第二世噶玛巴修行所凿，另一口是米拉日巴所凿。两处泉水清冽可口。